# Station Rożnów
Station Rożnów is een spoorwegstation in de Poolse plaats Rożnów.